# 芦姓
芦姓為中文姓氏之一，未被收入《百家姓》。

## 分布
芦姓人口共约98万，在全中国列第140位。 约17%芦姓住在安徽省，其次为湖北、河北、河南省，以上四省共占芦姓总人口43%。

## 起源
芦姓的历史约有1500年。汉族原无芦姓，鲜卑统治的北魏时期，魏孝文帝（公元471年—499年在位）实施了孝文帝改革，下令人民取汉姓。鲜卑族的莫芦氏改姓为芦。 明清以后，壮、瑶、苗等民族也开始采用芦姓。

## 名人
- 芦荻：古典文学研究家，中国小动物保护协会创办人
- 芦欣：足球运动员
- 芦强：足球运动员
- 芦哲宇：足球运动员
- 蘆笛：作家
- 蘆葦琪：新聞主播
- 蘆儀：香港記者

## 延伸阅读
[在维基数据编辑]
 《欽定古今圖書集成·明倫彙編·氏族典·蘆姓部》，出自陈梦雷《古今圖書集成》
 《古今圖書集成》